# Geelkopmees
De geelkopmees (Auriparus flaviceps) is een zangvogel uit de familie Remizidae (buidelmezen).

## Verspreiding en leefgebied
Deze soort komt voor in de Verenigde Staten en Mexico en telt zes ondersoorten:
- A. f. acaciarum: van de zuidwestelijke Verenigde Staten tot noordelijk Baja California, centraal Sonora, centraal Chihuahua en centraal Durango (noordwestelijk Mexico).
- A. f. ornatus: de zuidelijk-centrale Verenigde Staten en noordoostelijk Mexico.
- A. f. flaviceps: centraal Baja California, zuidelijk Sonora en noordelijk Sinaloa (noordwestelijk Mexico).
- A. f. lamprocephalus: zuidelijk Baja California (noordwestelijk Mexico).
- A. f. sinaloae: noordwestelijk Sinaloa (noordwestelijk Mexico).
- A. f. hidalgensis: het noordelijk-centraal Mexico.

## Status
De grootte van de populatie is in 2019 geschat op 7,2 miljoen volwassen vogels. Op de Rode lijst van de IUCN heeft deze soort de status niet bedreigd.